# Le Tremblois
Le Tremblois ist eine Gemeinde im französischen Département Haute-Saône in der Region Bourgogne-Franche-Comté.

## Geographie
Le Tremblois liegt auf einer Höhe von 198 m über dem Meeresspiegel, sieben Kilometer südlich von Gray und etwa 38 Kilometer westnordwestlich der Stadt Besançon (Luftlinie). Das Dorf erstreckt sich im Südwesten des Départements, am Rand der Ebene von Gray in der Talniederung der Tenise am Nordrand des Bois Dame.
Die Fläche des 5,49 km² großen Gemeindegebiets umfasst einen Abschnitt der leicht gewellten Landschaft zwischen den Talebenen von Saône im Norden und Ognon im Süden. Von Osten nach Westen wird das Gebiet von der Talniederung der Tenise durchquert, welche für die Entwässerung zur Saône sorgt. Flankiert wird das Tal auf beiden Seiten von einem Plateau, das durchschnittlich auf 220 m liegt. Es wird durch die Tälchen verschiedener kurzer Seitenbäche der Tenise untergliedert. Das Plateau ist aus Sedimenten des Tertiärs und der oberen Jurazeit aufgebaut und wird teils landwirtschaftlich genutzt, teils ist es von Wald bestanden. Im Nordosten reicht der Gemeindeboden in den Grand Bois; nach Süden erstreckt er sich in die ausgedehnte Waldung des Bois Dame. Mit 243 m wird hier die höchste Erhebung von Le Tremblois erreicht.
Nachbargemeinden von Le Tremblois sind Champvans im Norden, Noiron und Lieucourt im Osten, Vadans im Süden sowie Germigney und Apremont im Westen.

## Geschichte
Im Mittelalter gehörte Le Tremblois zur Freigrafschaft Burgund und darin zum Gebiet des Bailliage d’Amont. 1354 hatte Robert de Trembloy die lokale Herrschaft inne. Diese ging 1380 an die Familie von Crécy und wurde 1629 gegen die Herrschaft Cult mit Chevigney ausgetauscht. Zusammen mit der Franche-Comté gelangte Le Tremblois mit dem Frieden von Nimwegen 1678 definitiv an Frankreich. Im 19. Jahrhundert etablierte sich hier eisenverarbeitende Industrie. Heute ist Le Tremblois Mitglied des 16 Ortschaften umfassenden Gemeindeverbandes Communauté de communes du Val de Gray.

## Sehenswürdigkeiten
Das 1575 erbaute Schloss dient heute als Hofgut. Ein weiterer Herrschaftssitz stammt aus dem 18. Jahrhundert. Ebenfalls sehenswert sind zwei Calvaires von 1810 respektive 1874.

## Bevölkerung
| Jahr                       | 1962 | 1968 | 1975 | 1982 | 1990 | 1999 |
| Einwohner                  | 123  | 120  | 124  | 148  | 142  | 147  |
| Quellen: Cassini und INSEE |      |      |      |      |      |      |

Mit 156 Einwohnern (1. Januar 2022) gehört Le Tremblois zu den kleinen Gemeinden des Département Haute-Saône. Während des gesamten 20. Jahrhunderts bewegte sich die Einwohnerzahl im Bereich zwischen 80 und 150 Personen.

## Wirtschaft und Infrastruktur
Le Tremblois war lange Zeit ein vorwiegend durch die Landwirtschaft (Ackerbau, Obstbau und Viehzucht) und die Forstwirtschaft geprägtes Dorf. Die Eisenverarbeitung wurde Ende des 19. Jahrhunderts aufgegeben. Heute gibt es verschiedene Betriebe des lokalen Kleingewerbes, darunter einen Betrieb der Holzindustrie. In den letzten Jahrzehnten hat sich das Dorf zu einer Wohngemeinde gewandelt. Viele Erwerbstätige sind deshalb Wegpendler, die in den größeren Ortschaften der Umgebung ihrer Arbeit nachgehen.
Die Ortschaft ist verkehrstechnisch gut erschlossen. Sie liegt an der Hauptstraße D475, die von Gray nach Dole führt. Eine weitere Straßenverbindung besteht mit Valay.